# Spar- und Kreditbank des Bundes Freier evangelischer Gemeinden
Die Spar- und Kreditbank des Bundes Freier evangelischer Gemeinden eG (häufig auch als SKB Witten bezeichnet) ist eine deutsche Genossenschaftsbank mit Sitz in der nordrhein-westfälischen Stadt Witten im Ennepe-Ruhr-Kreis.

## Geschichte
Sie wurde am 13. Oktober 1925 vom Bund Freier evangelischer Gemeinden in Deutschland (BFeG) als Spar- und Bauhilfskasse in Gummersbach gegründet. Die Idee der Gründer war, eine Selbsthilfeorganisation aufzubauen, die Freien evangelischen Gemeinden Kredite für Baumaßnahmen gibt. Ihr Zweck war es, ansonsten schwer erhältliche Kredite für den Bau von Gemeindezentren zu geben. Im Jahr 1935 erfolgte die Fusion mit der im Mai 1925 in Hamm gegründeten Bausparkasse des Gemeinnützigen Bauvereins Freier evangelischer Gemeinden eGmbH.
Aufgrund der Anordnung des Reichswirtschaftsministers zur Schließung der Bank im Mai 1943 wurde die Bausparkasse im März 1944 aufgrund des Liquidationsbeschlusses in der Generalversammlung geschlossen und im Juli 1946 neu gegründet. Im September 1948 erfolgt die Sitzverlegung an den heutigen Sitz in Witten. Die Umbenennung in Spar- und Kreditbank des Bundes Freier evangelischer Gemeinden eG erfolgte im Jahr 1975.

## Rechtsverhältnisse
Die Spar- und Kreditbank des Bundes Freier evangelischer Gemeinden eG ist im Genossenschaftsregister beim Amtsgericht Bochum unter GnR 241 eingetragen.

## Organisationsstruktur
Rechtsgrundlagen sind das Genossenschaftsgesetz und die durch die Generalversammlung beschlossene Satzung. Organe der Bank sind der Vorstand, der Aufsichtsrat und die Generalversammlung.

## Sicherungseinrichtung
Die Spar- und Kreditbank des Bundes Freier evangelischer Gemeinden eG ist der amtlich anerkannten Sicherungseinrichtung des Bundesverbandes der Deutschen Volksbanken und Raiffeisenbanken GmbH und der zusätzlichen freiwilligen Sicherungseinrichtung des Bundesverbandes der Deutschen Volksbanken und Raiffeisenbanken e.V. angeschlossen. Sie ist dem Bundesverband der Deutschen Volksbanken und Raiffeisenbanken angeschlossen.

## Dienstleistungen
Im Gegensatz zu einer „gewöhnlichen Bank“ verlangt sie relativ geringe Zinsen. Einige Angebote sind auf Mitglieder und Freunde Freier evangelischer Gemeinden beschränkt.

## Geschäftsgebiet
Da die Bank keine eigenen Filialen führt, können so beispielsweise Kontoauszüge an Kontoauszugsdruckern anderer Genossenschaftsbanken erstellt werden.